# جیسون کاپونو
جیسون کاپونو (انگلیسی: Jason Kapono؛ زادهٔ ۴ فوریهٔ ۱۹۸۱) بازیکن بسکتبال بازنشستهٔ اهل ایالات متحده آمریکاست. او به همراه کایل کورور تنها بسکتبالیست‌هایی در تاریخ ان‌بی‌ای هستند که دو فصل متوالی بهترین درصد پرتاب سه‌امتیازی را به ثبت رسانده‌اند. از باشگاه‌هایی که در آن بازی کرده می‌توان به پاناتینایکوس، لس آنجلس لیکرز، تورنتو رپترز، کلیولند کاوالیرز، شارلوت بابکتس، میامی هیت، و فیلادلفیا سونتی‌سیکسرز اشاره کرد. او در مسابقات کشوری و بین‌المللی در مجموع برندهٔ ۱ مدال طلا شده‌است.